# Observatoire de Hitsujigaoka
L'observatoire de Hitsujigaoka (羊ヶ丘展望台, Hitsujigaoka tembōdai) est situé dans l'arrondissement de Toyohira à Sapporo, au Japon. Il trouve son origine dans un premier site d'élevage ovin créé en 1906, et est depuis utilisé annuellement par le festival de la neige de Sapporo. Une statue du conseiller étranger William Smith Clark (1826-1886) fait aussi partie de l'intérêt du site.

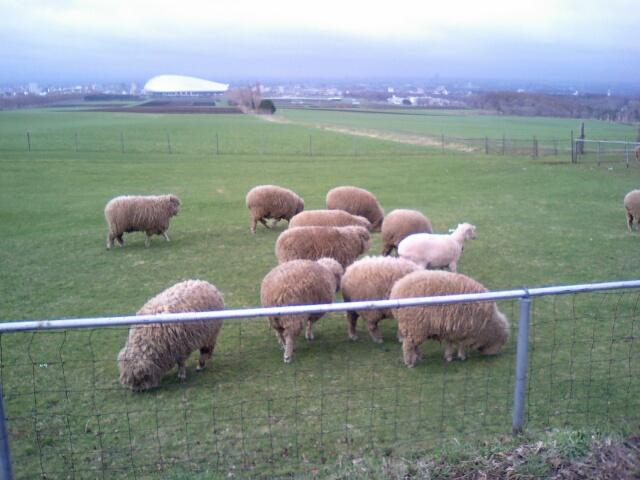
Des moutons à l'observatoire de Hitsujigaoka.